# الملحق التأهيلي لبطولة أمم أوروبا 2012

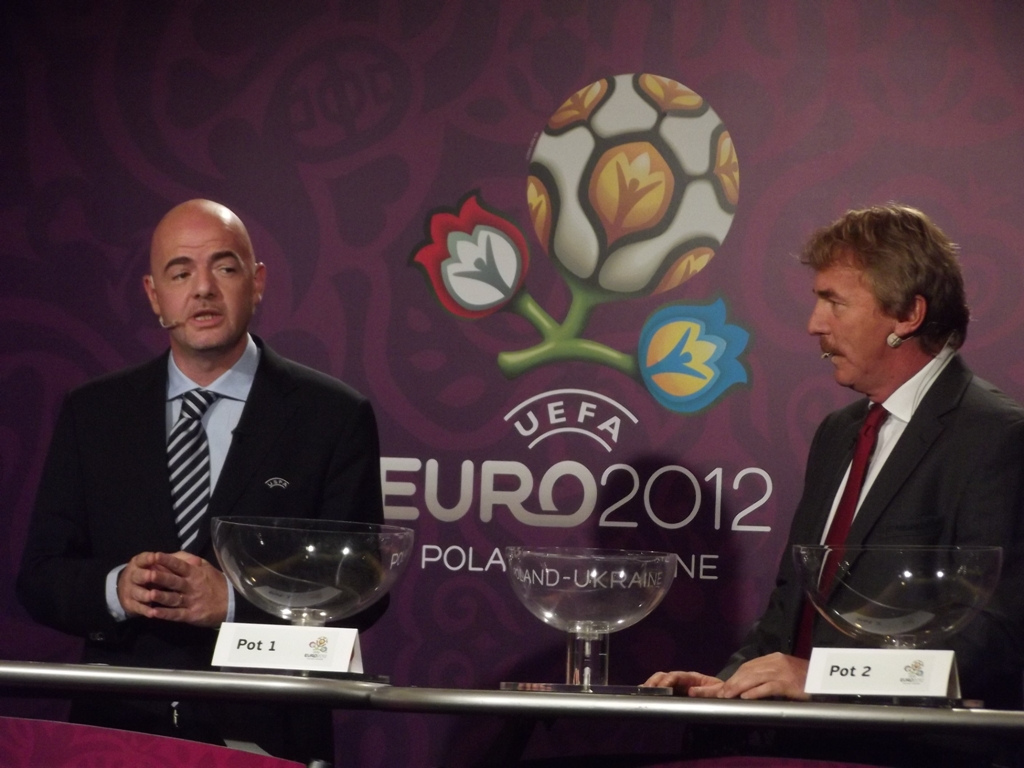

مواجهات الملحق التأهيلي لكأس الأمم الأوروبية لكرة القدم 2012 سوف تلعب بنظام مواجهتين الذهاب والإياب، على أن تقام المواجهات الأولى يوم 11 و12 نوفمبر والمواجهات الثانية يوم 15 نوفمبر 2011. ستم تحديد الفائزين الأربعة وفقا لقواعد موحدة لمرحلة خروج المغلوب في المسابقات الأوروبية، وسيتأهل الفائزون إلى بطولة يورو 2012.

## ترتيب الفرق أصحاب المركز الثاني
أقتنص منتخب السويد بطاقة التأهل مباشرتا كأفضل فريق صاحب مركز ثاني في جميع المجموعات إلى، في حين ستضطر الفرق الثاوني الأخرى لخوض الملحق التأهيلي. بما أن بعض المجموعات تحتوي على ستة فرق وبعضها خمسة فرق، سيتم استبعاد نتائج المباريات ضد الفريق صاحب المركز السادس في كل مجموعة في هذه الترتيب. نتيجة لذلك، ما مجموعه ثمانية المباريات التي خاضها كل فريق نحو الغرض المعدود في جدول التريب الذي يحتل المركز الثاني.
| م | مج | الفريق          | لعب | ف | ت | خ | أ.له | أ.ع | أ.ف | نقاط | التأهل                   |
| - | -- | --------------- | --- | - | - | - | ---- | --- | --- | ---- | ------------------------ |
| 1 | ر  | السويد          | 8   | 6 | 0 | 2 | 20   | 11  | +9  | 18   | التأهل للمسابقة النهائية |
| 2 | ط  | البرتغال        | 8   | 5 | 1 | 2 | 21   | 12  | +9  | 16   | التقدم للمباريات الفاصلة |
| 3 | س  | كرواتيا         | 8   | 5 | 1 | 2 | 12   | 6   | +6  | 16   | التقدم للمباريات الفاصلة |
| 4 | ب  | جمهورية أيرلندا | 8   | 4 | 3 | 1 | 10   | 6   | +4  | 15   | التقدم للمباريات الفاصلة |
| 5 | د  | البوسنة والهرسك | 8   | 4 | 2 | 2 | 9    | 8   | +1  | 14   | التقدم للمباريات الفاصلة |
| 6 | ع  | جمهورية التشيك  | 8   | 4 | 1 | 3 | 12   | 8   | +4  | 13   | التقدم للمباريات الفاصلة |
| 7 | ج  | إستونيا         | 8   | 4 | 1 | 3 | 13   | 11  | +2  | 13   | التقدم للمباريات الفاصلة |
| 8 | ص  | الجبل الأسود    | 8   | 3 | 3 | 2 | 7    | 7   | 0   | 12   | التقدم للمباريات الفاصلة |
| 9 | أ  | تركيا           | 8   | 3 | 2 | 3 | 8    | 10  | −2  | 11   | التقدم للمباريات الفاصلة |

## التصنيف
سوف تقام قرعة الملحق التأهيلي يوم 13 أكتوبر 2011 عن الساعة 13.00 (UTC+2) في كراكوف، بولندا.
بعد البلبلة التي تسببها اللعب في الملحق الأوروبي بتصفيات كأس العالم لكرة القدم 2010 - الذي كان في الأصل ليكون قرعة غير المصنفين، ولكن كان صنف من قبل الفيفا في سبتمبر 2009 - لذالك قد أعلن الاتحاد الأوروبي لكرة القدم أنه سيتم تصنيف قرعة الملحق. الأربعة أصحاب الوصافة الذين لديهم ترتيب أفضل في نظام تقييم فرق الاتحاد الأوروبي لكرة القدم سيصنفون. ستحدد القرعة المواجهات الأربعة فضلا عن نظام مواجهات الذهاب والإياب. وقد تم إنشاء تقييم كل الجول عن طريق نتائجهم المسجلة:
- حصل على 40% من ترتيب النقاط المتوسط للمباراة الواحدة في دور المجموعات تصفيات كأس الأمم الأوروبية لكرة القدم 2012.
- حصل على 40% من ترتيب النقاط المتوسط للمباراة الواحدة في نهائيات ومرحلة تصفيات كأس العالم لكرة القدم 2010.
- حصل على 20% من ترتيب النقاط المتوسط للمباراة الواحدة في نهائيات ومرحلة تصفيات كأس الأمم الأوروبية لكرة القدم 2008.

التصنيف كالاتي:
| الفئة الأولى (مصنفين) | الفئة الأولى (مصنفين) |
| الفريق                | التقييم               |
| --------------------- | --------------------- |
| كرواتيا               | 32,723                |
| البرتغال              | 31,202                |
| جمهورية أيرلندا       | 28,203                |
| جمهورية التشيك        | 27,982                |

| الفئة الأولى (غير مصنفين) | الفئة الأولى (غير مصنفين) |
| الفريق                    | التقييم                   |
| ------------------------- | ------------------------- |
| تركيا                     | 27,601                    |
| البوسنة والهرسك           | 27,199                    |
| الجبل الأسود              | 21,876                    |
| إستونيا                   | 20,355                    |

## المباريات
| الفريق الأول    | إجم. | الفريق الثاني   | مباراة الذهاب | مباراة الإياب |
| --------------- | ---- | --------------- | ------------- | ------------- |
| تركيا           | 0–3  | كرواتيا         | 0–3           | 0–0           |
| إستونيا         | 1–5  | جمهورية أيرلندا | 0–4           | 1–1           |
| جمهورية التشيك  | 3–0  | الجبل الأسود    | 2–0           | 1–0           |
| البوسنة والهرسك | 2–6  | البرتغال        | 0–0           | 2–6           |

| تركيا | 0–3   | كرواتيا                                   |
| ----- | ----- | ----------------------------------------- |
|       | تقرير | أوليتش 2' · ماندجوكيتش 32' · تشورلوكا 51' |

| كرواتيا | 0–0   | تركيا |
| ------- | ----- | ----- |
|         | تقرير |       |

فازت كرواتيا 3–0 في مجموعة المبارتين وتأهلت إلى بطولة أمم أوروبا 2012.
| إستونيا | 0–4   | جمهورية أيرلندا                                |
| ------- | ----- | ---------------------------------------------- |
|         | تقرير | أندروز 13' · والترز 67' · كين 71'، 88' (ركلة.) |

| جمهورية أيرلندا | 1–1   | إستونيا      |
| --------------- | ----- | ------------ |
| وارد 32'        | تقرير | فاسيلييف 57' |

فازت جمهورية أيرلندا 5–1 في مجموعة المبارتين وتأهلت إلى بطولة أمم أوروبا 2012.
| جمهورية التشيك          | 2–0   | الجبل الأسود |
| ----------------------- | ----- | ------------ |
| بيلار 63' · سيفوك 90+2' | تقرير |              |

| الجبل الأسود | 0–1   | جمهورية التشيك |
| ------------ | ----- | -------------- |
|              | تقرير | ييراتشيك 81'   |

فازت جمهورية التشيك 3–0 في مجموعة المبارتين وتأهلت إلى بطولة أمم أوروبا 2012.
| البوسنة والهرسك | 0–0   | البرتغال |
| --------------- | ----- | -------- |
|                 | تقرير |          |

| البرتغال                                                   | 6–2   | البوسنة والهرسك                      |
| ---------------------------------------------------------- | ----- | ------------------------------------ |
| رونالدو 8'، 53' · ناني 24' · بوستيغا 72'، 82' · فيلوسو 80' | تقرير | ميسيموفيتش 41' (ركلة.) · سباهيتش 65' |

فازت البرتغال 6–2 في مجموعة المبارتين وتأهلت إلى بطولة أمم أوروبا 2012.